# Horst-Wessel-Lied

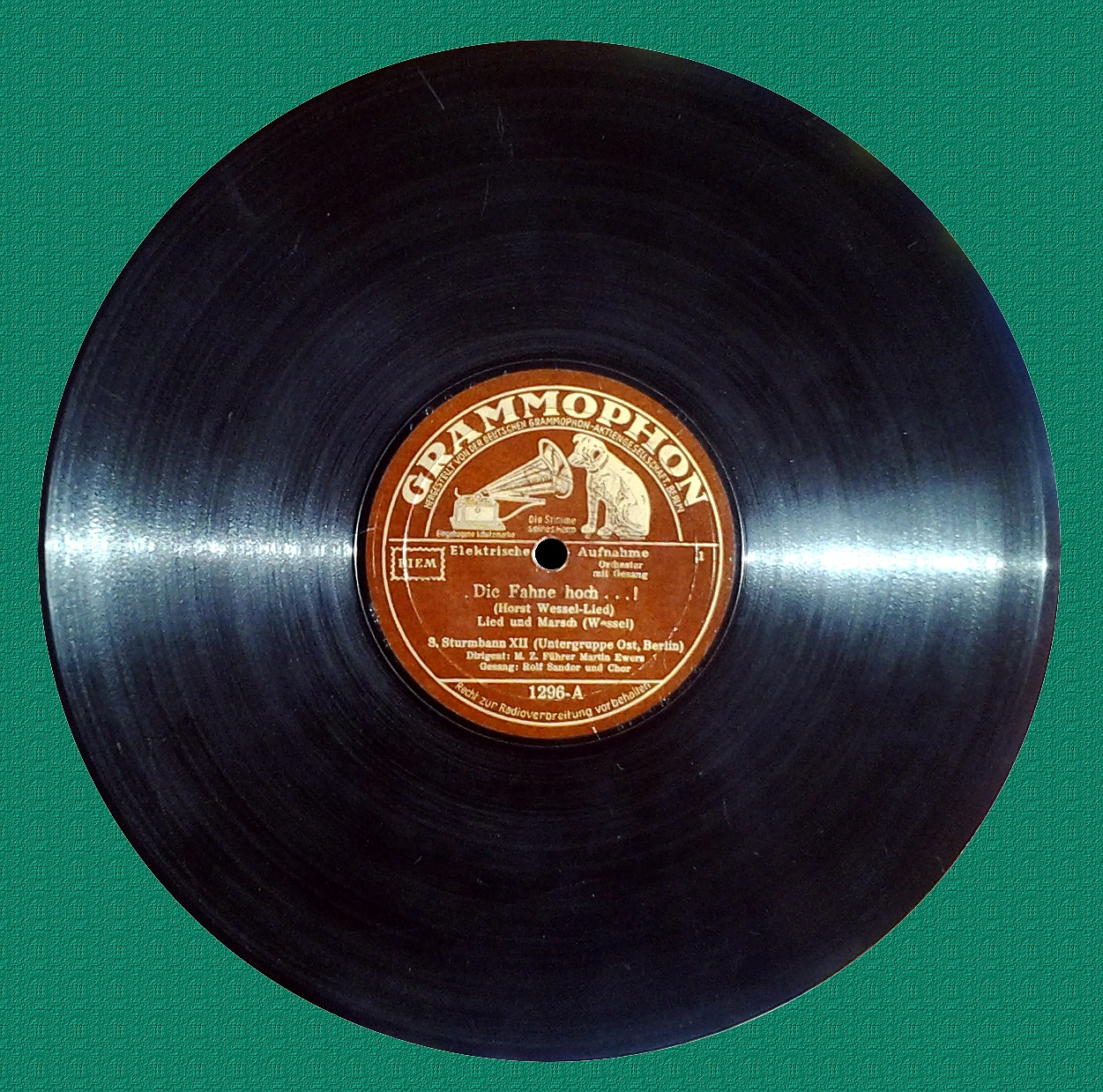
Eine Schellackplatte mit dem Horst-Wessel-Lied

Das Horst-Wessel-Lied ist ein politisches Lied, das zunächst (ab etwa 1929) ein Kampflied der SA war und etwas später zur Parteihymne der NSDAP avancierte. Es trägt den Namen des SA-Mannes Horst Wessel, der den Text zu einem nicht genau geklärten Zeitpunkt zwischen 1927 und 1929 auf eine vermutlich aus dem 19. Jahrhundert stammende Melodie verfasste.
Nach der Machtübernahme der NSDAP fungierte das Lied, nach dem Vorbild der Giovinezza im faschistischen Italien, de facto als zweite deutsche Nationalhymne. Das Lied wurde 1945 nach der Niederlage Deutschlands im Zweiten Weltkrieg durch den Alliierten Kontrollrat verboten. Dieses Verbot ist aufgrund des Straftatbestands des Verwendens von Kennzeichen verfassungswidriger und terroristischer Organisationen (§ 86a StGB) im Recht Deutschlands bis heute in Kraft. Nach dem Recht Österreichs gelten aufgrund § 3g des Verbotsgesetzes 1947 ähnliche Bestimmungen.

## Geschichte
Das Horst-Wessel-Lied wurde im August 1929 vom NSDAP-Organ Der Angriff mit dem Titel Die Fahne hoch! als Gedicht abgedruckt. Wessel hatte, wie George Broderick glaubhaft vermittelt, als Textvorlage das von den Reservisten des deutschen Kriegsschiffes Königsberg zur selben Melodie gesungene Königsberg-Lied benutzt. Dieses war in Freikorps wie dem Bund Wiking oder der Marine-Brigade Ehrhardt, in denen Wessel Mitglied war, verbreitet. Es begann mit dem Vers „Vorbei, vorbei sind all die schönen Stunden“ und enthält Wendungen wie diese: „Zur Abfahrt steht die Mannschaft schon bereit“ (von Wessel geändert in „Zum Kampfe stehn wir alle schon bereit“). Einige Formeln, die Wessel benutzte, erinnern an Modelle aus sozialistischen und kommunistischen Arbeiterliedern, etwa an das „letzte Gefecht“ der Internationale. Der Musikwissenschaftler und nationalsozialistische Kulturfunktionär Joseph Müller-Blattau schrieb dazu 1934 in einer musikwissenschaftlichen Zeitschrift: „Hier war die Melodie, die dem feschen Schwung der ‚Internationale‘ urtümlich Deutsches gegenüberstellen konnte.“
Kurz nachdem Wessel am 23. Februar 1930 an den Folgen einer Schussverletzung gestorben war, die ihm Albrecht Höhler, ein Mitglied des Roten Frontkämpferbundes, beigebracht hatte, wurde der Liedtext am 1. März erneut im Völkischen Beobachter unter der Überschrift „Horst Wessels Gruß an das kommende Deutschland“ abgedruckt. Das Lied wurde bald zur offiziellen Parteihymne der NSDAP und zum „Evangelium der Bewegung“ (so Wessels Schwester Ingeborg). Nach der Machtübernahme der Nationalsozialisten wurde es auf Anordnung von Reichsinnenminister Wilhelm Frick vom 12. Juli 1933 für gewöhnlich direkt im Anschluss an die erste Strophe des Deutschlandliedes als quasi-offizielle Nationalhymne gesungen. Die formelle Erhebung des Liedes zur Nationalhymne lehnte Adolf Hitler allerdings ab.

## Melodie
Nach § 86a StGB fällt das Lied in Deutschland heute unter die Kennzeichen verfassungswidriger Organisationen, unter anderem die Verbreitung ist damit verboten. Dies gilt insbesondere für die Melodie des Liedes. Das heißt, dass auch die Interpretation der Melodie mit verändertem Text, nicht aber das in den Anfangstakten identische Lied vom Wildschütz Jennerwein, unter § 86a StGB fallen kann.
Handlungen, welche der staatsbürgerlichen Aufklärung, der Abwehr verfassungswidriger Bestrebungen, der Kunst, Wissenschaft, Forschung, Lehre oder der Berichterstattung über Vorgänge des Zeitgeschehens oder der Geschichte bzw. ähnlichen Zwecken dienen, sind nach der so genannten Sozialadäquanzklausel (§ 86 Absatz 4 StGB) hiervon ausgenommen. Dabei kommt es auf die zusammenfassende Wertung von Sinn und Zweck der Abbildung im Zusammenhang der Gesamtdarstellung an.

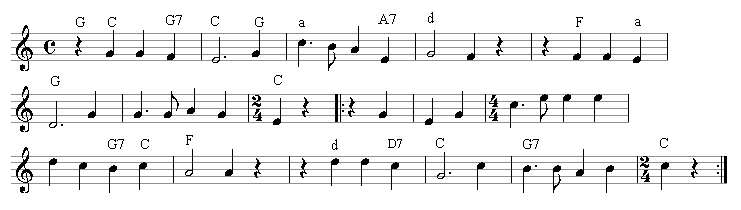
Die von Horst Wessel zur Untermalung seines Textes verwendete Melodie mit einer der gängigen Harmonisierungen

In der „offiziellen“ Version im Liederbuch der Nationalsozialistischen Deutschen Arbeiterpartei des Zentralverlags der NSDAP ist nur die Melodie ohne Harmonisierung notiert.

### Ursprung der Melodie
Die ursprüngliche Herkunft der Melodie ist letztlich unbekannt. Es gibt dazu viele Spekulationen, die alle nicht überzeugend belegt werden konnten. Sie ist offenbar schon längere Zeit vor dem oben erwähnten Königsberg-Lied mit Seemanns- und Soldatenliedern assoziiert gewesen und fand so zumindest im Norden Deutschlands einige Verbreitung.
Im Kaiserreich sang man die Melodie auch zu dem Bänkellied Ich lebte einst im deutschen Vaterlande. Zu Letzterem hält sich hartnäckig die Legende, es entstamme der Oper Joseph (1807) des französischen Komponisten Étienne-Nicolas Méhul. Diese Behauptung ist anhand der Partitur nicht zu belegen, wird aber unter anderem zwecks Umgehung des oben erwähnten Verbots der Melodie gebraucht. Nach einer – angesichts der Entstehungszeit kritisch zu hinterfragenden – Theorie des Musikschriftstellers Alfred Weidemann aus dem Jahr 1936 soll eine der wichtigsten „Urmelodien“ des Liedes eine von Peter Cornelius im Jahr 1865 in Berlin gehörte und aufgezeichnete Leierkastenmelodie gewesen sein.

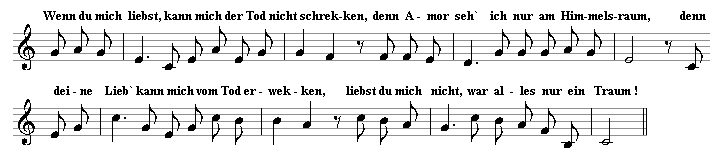
Eine der vermuteten Urmelodien des Horst-Wessel-Liedes, aufgezeichnet von Peter Cornelius

In seinem Buch Hitler – The Missing Years behauptet der ehemalige enge Hitler-Mitarbeiter Ernst Hanfstaengl, das Lied beruhe auf einem Wiener Kabarett-Lied aus der Zeit der Jahrhundertwende. Der Anfang des Liedes weist Gemeinsamkeiten mit dem oberbayrischen Volkslied Der Wildschütz Jennerwein (Hörbeispielⓘ) aus dem 19. Jahrhundert auf. Eine Ähnlichkeit mit einer schwedischen Volksweise, die 1888 dem Kirchenlied O store Gud unterlegt wurde (dt. Wie groß bist du, englisch How Great Thou Art), ist ebenfalls festzustellen.
Es bleibt jedoch in der Forschung umstritten, wie stichhaltig und aussagekräftig solche melodischen „Abstammungslinien“ sind. In ihrer Beschränkung auf schlichte, eingängige Stilmittel der europäischen Musik des 19. Jahrhunderts ähneln sich die oben genannten Melodien zwar, Übereinstimmungen können jedoch auch damit erklärt werden, dass der Einsatz immer gleicher Ausdrucksmöglichkeiten solche Parallelen erwarten lässt.

### Musikalische Charakteristika
Die Melodie erweist sich aufgrund ihrer technischen Charakteristika als besonders gut geeignet für den Zweck, den sie im Rahmen der NS-Propaganda erfüllen sollte. Ihr Tonumfang beträgt eine None; sie ist rein diatonisch (verlangt also keine leiterfremden Töne) und kann ausschließlich mit den drei funktionalen Grundakkorden (Tonika, Subdominante und Dominante) begleitet werden. All dies bedeutet in der Praxis, dass das Horst-Wessel-Lied auch von weniger versierten Musikern vorgetragen werden kann. Arrangements und Aufführungen wie die im Rahmen von SA-Kundgebungen eingesetzten Amateur-Blaskapellen sind dadurch leicht realisierbar.
Innerhalb dieses engen Rahmens werden jedoch bemerkenswert viele musikalische Möglichkeiten ausgeschöpft. Besonders effektvoll ist etwa das Ende der zweiten Zeile im obigen Beispiel, wo die Umkehrung des Tonika-Dreiklangs fast den gesamten Umfang des Stücks durchmisst. Im Gegensatz zum Text, der selbst vom rein handwerklichen Standpunkt Probleme aufwirft, zeichnet sich die Melodie durch einen vergleichsweise geschickten Umgang mit traditionellen Ausdrucksmitteln (etwa des Rhythmus oder der Melodieführung) aus.
Um einen martialisch-militärischen Effekt zu erzielen (der der Melodie zunächst nicht zwangsläufig eigen ist), wurden häufig von Triolen geprägte fanfarenartige Bläsereinwürfe in Dreiklangstönen auf den Pausen der Melodie oder am Anfang des Liedes eingesetzt.

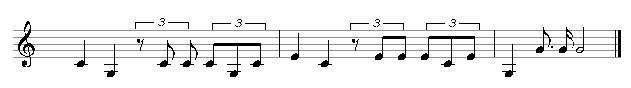
Bläsereinleitungen des Horst-Wessel-Liedes in der Version einer SA-Kapelle

Die mehrmalige Verwendung der Punktierung, die Schwung verleihen und Zuhörer oder Sänger anfeuern soll, hat das Lied mit anderen politischen Kampfliedern gemeinsam. Ein weiteres in diesem und ähnlichen Liedern häufig anzutreffendes Charakteristikum ist die Tatsache, dass die Melodie den Spitzenton, der als melodischer Ausdruck des „bevorstehenden Sieges“ interpretiert werden kann, erst nach langsamem Aufstieg in der zweiten Hälfte erreicht, um zum Ende des Liedes hin wieder abzusinken. Die beiden letzten Merkmale können am Beispiel von Brüder, zur Sonne, zur Freiheit – einem bekannten Kampflied der Arbeiterbewegung – besonders deutlich aufgezeigt werden, das achtmal eine Punktierung aufweist. Der Spitzenton F wird hier erst nach langem Anlauf über das C (Takt 4) und das E (Takt 6) im vorletzten Takt erreicht.
Der Text des Horst-Wessel-Liedes kombiniert – im Gegensatz zu Brüder, zur Sonne – erst sehr spät den musikalischen Effekt des „sieghaften Erreichens des Spitzentons“ mit entsprechenden Worten. In der zweiten („Es schau’n aufs Hakenkreuz“) und besonders in der dritten Strophe („Bald flattern Hitlerfahnen“) ist die Übereinstimmung von Text und Melodie im geschilderten Sinne jedoch deutlich.

### Übernahme durch den Nationalsozialismus
Als vorteilhaft erwies sich für die Popularisierung des Horst-Wessel-Liedes durch die Nationalsozialisten gerade die Tatsache, dass die Melodie sich bereits einer gewissen Bekanntheit erfreute, ohne allzu fest an einen bestimmten der verschiedenen früheren Texte gebunden zu sein. Ebenso hatte sich durch die früheren Versionen bereits ihre Eignung für ein relativ breites Spektrum musikalischer Bearbeitung – etwa in Bezug auf Tempo oder Instrumentation – erwiesen. Die Verbundenheit mit dem einfachen Volk, die in der Selbstdarstellung der Partei eine wichtige Rolle spielte, wurde durch die Volkstümlichkeit der Melodie ebenfalls unterschwellig bestätigt.
Wie viel Aufmerksamkeit solchen unbedeutend erscheinenden Details von Seiten der NS-Propaganda geschenkt wurde, auch als das Kampflied der SA (ebenso wie die SA selbst) die ursprüngliche Funktion längst eingebüßt hatte, zeigt eine Anweisung aus den Amtlichen Mitteilungen der Reichsmusikkammer vom 15. Februar 1939: „Der Führer hat entschieden, daß das Deutschlandlied als Weihelied im Zeitmaß ¼ = M 80 zu spielen ist, während das Horst-Wessel-Lied als revolutionäres Kampflied schneller gespielt werden soll.“

### Musikästhetische Probleme
Das Verbot der Melodie in Deutschland wird bis heute kontrovers diskutiert. Die Auseinandersetzung entzündet sich dabei an der Frage, inwieweit eine Tonfolge schon die Inhalte ausdrücken kann, die ein wesentlich später unabhängig verfasster Text formuliert oder impliziert.
Im Kontext, dem die Melodie entstammt (nämlich der Musiksprache des frühen 19. Jahrhunderts), bietet sie in Hinsicht auf die Forderung nach Einfachheit und Volkstümlichkeit eine handwerklich befriedigende Lösung. Ein ästhetischer Widerspruch entstand, als die Nationalsozialisten diese Melodie ideologisch für sich reklamierten und sie mit einem Text koppelten, der sich sehr kämpferisch, revolutionär und zukunftsweisend gebärdet. Die künstlerischen Errungenschaften der Moderne wurden von der Kulturpolitik der NSDAP aber größtenteils als „entartet“ abgelehnt; deswegen kam es niemals zu einer an zeitgenössischen Maßstäben ausgerichteten Zusammenarbeit von Textdichtern und Komponisten, wie dies etwa im politisch linken Spektrum bei Dichtern und Musikern wie Bertolt Brecht, Johannes R. Becher, Kurt Weill und Hanns Eisler der Fall war.
Gerade letztere Beispiele zeigen aber auch, wie misstrauisch die autoritären Regimes dieser Zeit – unabhängig von ideologischen Prägungen – der zeitgenössischen Kunst gegenüberstanden: Auch in der Sowjetunion erfolgte ab den 1930er-Jahren unter Josef Stalin eine staatlich verordnete Abkehr von der Moderne hin zum Klassizismus und zu dem überkommene Stilrichtungen wie Romantik und Realismus integrierenden Sozialistischen Realismus, deren musikalische Produkte von solchen des NS-Kulturbetriebs oft nur schwer zu unterscheiden sind.

### Rezeption in der Musikwissenschaft
Nationalsozialistische Musikforscher begannen schon bald, die Bedeutung des einfachen Liedes ideologisch zu überhöhen. Joseph Müller-Blattau, Herausgeber des Riemann-Musiklexikons von 1939, stellte bereits 1933 „alte, typisch germanische Melodietypen“ fest und kam zu der Erkenntnis, das neue Volkslied sei der „wurzelechte Typus, der sich in höchster Würde im Horst-Wessel-Lied ausgeformt findet“. Ernst Bücken sah in ihm das „neue Gemeinschaftslied, das als Widerhall einer im Kampf zusammengeschlossenen, durch ihn geeinten Gemeinschaft fungiert“, verwirklicht. Werner Korte verzichtete gleich programmatisch auf analytische Anstrengungen: „Derjenige, der z. B. das Horst-Wessel-Lied einer rein musikalischen Kritik unterziehen würde, d. h. diese Melodie vom Standpunkt des absoluten Musikers bewerten wollte, käme zu einem so oder so formulierten Urteil, das ebenso begründet sein kann wie es notwendig für das Lied belanglos ist. Hier versagen alle bewährten Methoden der kritischen Analyse, da hier Musik nicht als Selbstzweck, sondern im Dienste eines politischen Bekenntnisses vollzogen wird.“ Die Vernachlässigung musikalischer Analysen wurde durch unklare und unhaltbare Begriffe wie „nordische“ oder „germanische Musik“ kompensiert.
Nach 1945 wurde das Lied in der Musik- und Literaturwissenschaft jahrelang kaum erwähnt. Auch in Neuauflagen von Liederbüchern war es nicht mehr enthalten. In Paul Fechters 1960 erschienener Geschichte der deutschen Literatur wird Wessel nicht mehr erwähnt, obwohl der Autor noch 1941 geschrieben hatte, dass „Horst Wessel das bestimmende Lied der neuen Zeit“ geschaffen habe. Die weiterhin an Hochschulen aktiven Musikwissenschaftler konnten eine übertriebene, sachlich ungerechtfertigte Würdigung angeblich völkischer Elemente in der Musik in ihren Vorkriegspublikationen nicht erkennen. So schob Friedrich Blume, der 1938 einen Aufsatz Musik und Rasse veröffentlicht hatte, alle Verantwortung zehn Jahre später auf „durch nichts qualifizierte, aufdringliche Gestalten, die plötzlich aufgetaucht“ seien. Er stellte die Behauptung auf, dass „die ernsthaften Wissenschaftler von Besseler über Blume, Fellerer, Osthoff, Vetter bis Zenck nicht ihrem Führer treu ergeben, sondern ihren Überzeugungen treu geblieben waren.“
Erst in den 1980er-Jahren hat sich die Musikwissenschaft, wie auch anhand der unten angegebenen Literaturliste ersichtlich, wieder vermehrt der Musik im Nationalsozialismus angenommen.

## Text des Liedes

### Kampflied der SA
Der Text Wessels glorifiziert die paramilitärische Unterorganisation der NSDAP, die SA. Die SA und der von ihr ausgeübte Terror spielten eine bedeutende Rolle bei der Errichtung der nationalsozialistischen Diktatur. Im Liedtext wird sie jedoch ausschließlich als Massenbewegung im Kampf für Freiheit und soziale Gerechtigkeit dargestellt, während der aggressive Charakter der Organisation und ihr ausgeprägter Antisemitismus nicht ausdrücklich benannt werden.
Die Fahne hoch!

Die Reihen fest (dicht/sind) geschlossen!

SA marschiert

Mit ruhig (mutig) festem Schritt

|: Kam’raden, die Rotfront und Reaktion erschossen,

Marschier’n im Geist

In unser’n Reihen mit :|

Die Straße frei

Den braunen Bataillonen

Die Straße frei

Dem Sturmabteilungsmann!

|: Es schau’n aufs Hakenkreuz voll Hoffnung schon Millionen

Der Tag für (der) Freiheit

Und für Brot bricht an :|

Zum letzten Mal

Wird Sturmalarm (/-appell) geblasen!

Zum Kampfe steh’n

Wir alle schon bereit!

|: Schon (bald) flattern Hitlerfahnen über allen Straßen (über Barrikaden)

Die Knechtschaft dauert

Nur noch kurze Zeit! :|

Zum Abschluss wurde die erste Strophe wiederholt.

### Historischer Hintergrund
Der Liedtext ist ohne eine relativ detaillierte Kenntnis der politischen Verhältnisse in Deutschland um 1930, auf die Wessel sich bezieht, nur schwer verständlich. Dies liegt nicht nur an den Passagen, die sich in Wortwahl oder Intention auf Gegebenheiten beziehen, wie sie für die späten Jahre der Weimarer Republik typisch waren, sondern auch an gewissen sprachlichen und „technischen“ Inkohärenzen, auf die im Folgenden genauer eingegangen wird.
Der Begriff Rotfront bezeichnete im damaligen Sprachgebrauch die Kommunisten als die schärfsten Gegner der Nationalsozialisten bzw. der SA in den Straßenkämpfen, speziell die Kampforganisation der KPD, den Roten Frontkämpferbund. Die Rotfrontkämpfer grüßten mit erhobener Faust und dem Ausruf „Rotfront“ (auch die Verbandszeitung hieß Die Rote Front). Der Ausdruck wird z. B. auch in dem bekannten Lied des Roten Wedding von Erich Weinert und Hanns Eisler verwendet.
Für den heutigen Leser, dem die Gleichsetzung von Nationalsozialismus und Rechtsextremismus selbstverständlich erscheint, mag es dagegen überraschend erscheinen, dass Wessels Text die NSDAP mit dem Schlagwort Reaktion auch „nach rechts“ abgrenzt. Dies entsprach jedoch durchaus dem Selbstverständnis sehr vieler NSDAP-Anhänger und insbesondere der SA, die sich als Angehörige einer sozialrevolutionären Bewegung in ebenso scharfem Gegensatz zu den konservativen und monarchistischen Kräften des Bürgertums, etwa der Deutschnationalen Volkspartei (DNVP), sahen. Zwar kamen die Nationalsozialisten 1933 gerade in einer Koalition mit diesen „reaktionären“ Kräften an die Macht (siehe Machtergreifung), und die sich sozialrevolutionär verstehenden Teile der Partei und der SA wurden 1934 im so genannten Röhm-Putsch ausgeschaltet. Dies hinderte die NSDAP aber nicht daran, das Horst-Wessel-Lied zur Partei- und zweiten Nationalhymne zu machen, die bei allen offiziellen Gelegenheiten abzusingen war.
Teils romantisierende, teils heroisierende Bilder mit Anklängen an das Militär und die Revolutionen des 18. und 19. Jahrhunderts machen einen großen Teil des Textes aus und idealisieren dabei in erheblichem Maße den von außerordentlicher Gewaltbereitschaft geprägten politischen Alltag der Zeit. So endeten politische Versammlungen häufig in Straßenkämpfen oder Saalschlachten, insbesondere zwischen den „Kampforganisationen“ der radikalen Parteien, aber auch mit der Polizei, bei denen es durchaus Verletzte und Tote geben konnte. In der Formulierung der von der „Reaktion“ erschossenen Kameraden klingt der Hitlerputsch von 1923 an. Die Anspielung auf Barrikaden, wie sie vor allem während der Julirevolution von 1830 und der Märzrevolution von 1848 von den Aufständischen gegen die staatliche Ordnungsmacht errichtet wurden, entspricht daher kaum der Realität.
Ebenso suggeriert die Formulierung „braune Bataillone“, dass die SA in ihren braunen Uniformen grundsätzlich in großer zahlenmäßiger Stärke und mit militärischem Drill vorgegangen sei. Tatsächlich drangen ihre Mitglieder ebenso oft mit kleinen, getarnten Schlägertrupps als Provokateure in Versammlungen politischer Gegner ein – eine Praxis, die in der polarisierten Lage während der Weltwirtschaftskrise von vielen radikalen Gruppierungen geübt wurde.
Die Bezugnahmen auf den „Tag der Freiheit“ beziehungsweise das „Ende der Knechtschaft“ drücken ein in der Weimarer Republik weit verbreitetes diffuses Gefühl aus, Opfer ungerechter Verhältnisse zu sein. Das überrascht insoweit, als die Republik ja die freiheitlichste Verfassung vorzuweisen hatte, die es in Deutschland bis dahin gegeben hatte. Die enormen sozialen, wirtschaftlichen und außenpolitischen Probleme, die sich vor allem infolge der Niederlage Deutschlands im Ersten Weltkrieg und des Versailler Vertrages ergeben hatten (Reparationen, Inflation, Ruhrbesetzung 1923 u. a.), führten zu Verschwörungstheorien aller Art und einer von breiten Bevölkerungsschichten geteilten Wahrnehmung einer Unterdrückung Deutschlands durch „das Ausland“, „das System“, „den Kapitalismus“, „das Judentum“ und so weiter.

### Sprachliche und stilistische Mittel
Der Text des Horst-Wessel-Liedes empfindet den Tonfall älterer Kampflieder verschiedener politischer Herkunft nach. Ganze Textfragmente finden sich bereits in Stücken aus dem späten 19. und frühen 20. Jahrhundert, wobei in der Forschung bis heute umstritten ist, inwieweit Wessel tatsächlich des Plagiats bezichtigt werden kann. Wilfried Kugel spekuliert in seiner Biographie des Schriftstellers Hanns Heinz Ewers, der Wessel anscheinend vom Studium kannte (1932 verfasste er einen Roman über das Leben Horst Wessels), über die Möglichkeit, dass Ewers der Ghostwriter für den Text des Liedes gewesen sein könnte.
Die Bedeutung, die dem Horst-Wessel-Lied seit 1933 zukam, wurde von vielen Deutschen – auch solchen, die ansonsten keine Gegner des NS-Regimes waren – kritisch gesehen oder zumindest gelegentlich bespöttelt. Dies lag zum Teil am Text selbst, an dem verschiedene sprachliche Schwächen bemängelt wurden: So bleibt zum Beispiel in dem Vers „Kam’raden, die Rotfront und Reaktion erschossen“ unklar, wer das handelnde Subjekt ist.
Die von Wessel bewusst oder unbewusst eingesetzten archaisierenden Stilelemente, wie zum Beispiel der „R“-Stabreim der ersten Strophe (bei Reihen, ruhig, Kam’raden, Rotfront, Reaktion und wiederum Reihen), wurden, insbesondere in der Kombination mit einer Abkürzung des modernen Sprachgebrauchs (SA), als Stilbruch empfunden.
Die zweite Strophe setzt mit der Wiederholung des Befehls Die Straße frei! ein sehr starkes Stilmittel ein. Da der Textzusammenhang drei Personengruppen erwähnt, wäre im Sinne einer Intensivierung der Gesamtaussage auch zu erwarten, dass die Anzahl dieser Personen im vertrauten Dreischritt ansteigt, also der Einzelne (Sturmabteilungsmann), die Gruppe der Vorkämpfer (braune Bataillone) und schließlich das ganze deutsche Volk (Millionen). Wessel verzichtet auf dieses sehr bekannte Stilmittel, um das Reimschema nicht brechen zu müssen, riskiert aber dadurch eine unfreiwillig komische Antiklimax.
Der Stil des Horst-Wessel-Liedes wurde unter anderem auch deswegen kritisiert, weil er solche Versatzstücke in nicht immer überzeugender Weise zusammenführt. So ist die Forderung nach Freiheit und Brot eine typische Formel sozialrevolutionärer Bewegungen. Das Brot steht hier als pars pro toto für den Wunsch nach Linderung materieller Not, wobei die rhetorische Figur dazu dient, den werttheoretischen Unterschied solcher ganz konkreten Ansprüche zum abstrakt-philosophischen Begriff der Freiheit auszugleichen. Ebenso verwenden Texte, die politische Visionen thematisieren, gerne das Motiv (Topos) des anbrechenden Tages der Freiheit. Wessels Worte kombinieren diese beiden bereits etablierten Wendungen in einer Weise, die zwar bekannte Assoziationen und Emotionen wecken soll, aber stilistisch wenig überzeugt, zumal aus metrischen Gründen zweimal die Präposition für eingeschoben wurde.
Die mit quasi-religiöser Inbrunst vorgetragene Verherrlichung der eigenen Symbole gehört ebenfalls zum typischen Repertoire politischer Kampflieder. Im Horst-Wessel-Lied fällt vor allem in der zweiten Strophe auf, dass das Hakenkreuz als Ausdruck der „Hoffnung von Millionen“ eine Rolle zugewiesen bekommt, wie sie in Europa traditionell nur dem christlichen Kreuzsymbol eingeräumt wurde.
Für den aus einem religiös geprägten familiären Umfeld stammenden Wessel, dessen Vater evangelischer Geistlicher war, mag die Verwendung solcher sprachlichen Bilder naheliegend gewesen sein.
Victor Klemperer formulierte in seinem 1947 erschienenen Werk LTI – Notizbuch eines Philologen seine „Notizen eines Philologen“ zu Sprache und Stil des Liedes:

„Es war alles so roh, so armselig, gleich weit von Kunst und Volkston entfernt – ‚Kameraden, die Rotfront und Reaktion erschossen, / Marschieren in unseren Reihen mit‘: das ist die Poesie des Horst-Wessel-Liedes. Man muß sich die Zunge zerbrechen und Rätsel raten. Vielleicht sind Rotfront und Reaktion Nominative, und die erschossenen Kameraden sind im Geist der eben marschierenden ‚braunen Bataillone‘ anwesend; vielleicht auch – das ‚neue deutsche Weihelied‘, wie es im amtlichen Schulliederbuch heißt, ist bereits 1927 von Wessel gereimt worden –, vielleicht, und das käme der objektiven Wahrheit näher, sitzen die Kameraden einiger verübter Schießereien halber gefangen und marschieren im eigenen sehnsüchtigen Geist mit ihren SA-Freunden zusammen… Wer von den Marschierenden, wer im Publikum würde wohl an solche grammatischen und ästhetischen Dinge denken, wer sich wegen des Inhalts überhaupt Kopfschmerzen machen? Die Melodie und der Marschtritt, ein paar für sich bestehende Einzelwendungen und Phrasen, die sich an die ‚heroïschen Instinkte‘ wenden: ‚Die Fahne hoch! … Die Straße frei dem Sturmabteilungsmann … Bald flattern Hitlerfahnen …‘: genügte das nicht zum Hervorrufen der beabsichtigten Stimmung?“

### Lateinische Übersetzungen
Wie Klemperer zeigt, kann eine philologische Zergliederung des Textes auch auf eine politische Kritik hinauslaufen. Walter Jens erinnert sich an eine solche Kritik: Der Lehrer Ernst Fritz am Hamburger Johanneum ließ seine elfjährigen Schüler, darunter Jens, im Jahre 1934 das Horst-Wessel-Lied ins Lateinische übersetzen. Dabei zielte er auf die angesprochene Uneindeutigkeit der Konstruktion „die Rotfront und Reaktion erschossen“. Diese muss im Lateinischen nach einer Richtung, also als Nominativ oder Akkusativ, aufgelöst werden. Fritz ließ seine Schüler beide Möglichkeiten ausprobieren, was zwei völlig verschiedene politische Aussagen ergibt. Dazu kamen Anspielungen auf die mehrdeutige Zeitform von „erschossen“:

„So nahm er, das werde ich nie vergessen, im Latein-Unterricht das Horst-Wessel-Lied durch: ‚Kameraden, die Rotfront und Reaktion erschossen, marschier’n im Geist in unsern Reihen mit‘ – wer erschießt hier wen? Die Kameraden die Rotfront – das kann Horst Wessel doch nicht gemeint haben. Umgekehrt klingt’s aber äußerst mißglückt. Sei dem, wie dem sei, wir wollen das Lied ins Lateinische übersetzen: Sodales qui necaverunt oder: Sodales qui necati sunt oder vielleicht sogar: Sodales qui necabant – andauernde Vergangenheit, das heißt: die Kameraden von der SA töten immer noch. Das war politische Grammatik.“

Eine vollständige lateinische Übersetzung des Horst-Wessel-Liedes, die im Jahrgang 1933 der Zeitschrift Das humanistische Gymnasium erschien, löste die oben angesprochenen Uneindeutigkeiten in die von Wessel intendierte Richtung auf. Der Autor, ein gewisser Arthur Preuß, vermutlich ein Lehrer für alte Sprachen am Leipziger König-Albert-Gymnasium, gab den Text in einer geradlinigen, metrisch gebundenen, aber auf die gängige Melodie nicht singbaren Fassung wieder. Die beiden Verse, die Ernst Fritz für seine Kritik benutzt hatte, lauten bei ihm:

“Et quos rubra acies adversaque turba cecidit,
Horum animae comites agmina nostra tenent.”

Neben dieser „neulateinischen“ Version des Horst-Wessel-Liedes, die mit Neologismen wie „rubra acies“ (‚rote Schlachtreihe‘ für „Rotfront“) und „adversa turba“ (‚widrige Menge‘ für „Reaktion“) aufwartete, enthielt der Jahrgang weitere Übersetzungen von deutschen Gedichten ins Lateinische, etwa von Goethe, Eichendorff und Hölderlin. Diese Latinisierung der NSDAP-Hymne war kein Einzelfall: Eine weitere lateinische Übersetzung des Liedes, von Lateinschülern aus Amöneburg angeregt, erschien im Völkischen Beobachter; beide Werke wurden 1934 in der Zeitschrift Societas Latina nachgedruckt, die sich der Förderung des Lateinischen als lebendiger Sprache verschrieben hatte.
Das neurechte Theorieorgan Etappe druckte im Jahr 2001 die oben erwähnte lateinische Version des Horst-Wessel-Liedes unter der Rubrik Culturcuriosa, Folge 1 ab. Im Zuge einer Kontroverse um die geplante Ernennung des CDU-Politikers Peter D. Krause zum thüringischen Kultusminister wurde dies aufgegriffen, da auch Krause zu der Zeit in der Etappe publizierte.

### Verhältnis von Text und Melodie
Nicht nur Wessels Text selbst, sondern auch seine Verbindung mit der schon vorher bekannten Melodie führte zu Verwerfungen, die als Stilblüten belächelt wurden. Besonders häufig wird darauf hingewiesen, dass in der Eröffnungszeile der Text „Die Fahne hoch!“ gegen eine abwärts gerichtete Melodie geführt wird. Da das Versmaß nicht so konsequent durchgehalten ist wie normalerweise bei Hymnen und Marschliedern üblich, ergeben sich im Kontext des musikalischen Verlaufs teils sinnwidrige Betonungen auf bedeutungsmäßig untergeordneten Silben. Am deutlichsten wird dies bei dem Wort „dauert“ in der letzten Strophe.
Da die Propaganda der NSDAP unter der Führung von Joseph Goebbels sich jedoch dazu entschlossen hatte, Wessel als „Märtyrer der Bewegung“ und Identifikationsfigur für den „einfachen Mann aus dem Volk“ zu stilisieren, setzte sie sich bewusst über solche als „bildungsbürgerlich“ abgewertete Kritik hinweg.

## Verbreitung und propagandistische Nutzung

### Die Rolle Joseph Goebbels’
Zur Verbreitung des Horst-Wessel-Liedes hat besonders Joseph Goebbels beigetragen. Ein wichtiges Mittel waren die Verklärung des Autors zum Märtyrer und seine Darstellung als Ikone der nationalsozialistischen Bewegung.
In einem Nachruf bezeichnete Goebbels Wessel als „Christussozialisten“ und übertrug Attribute der Christusfigur, vom letzten Abendmahl bis zum Ecce homo, auf ihn: Er habe „den Kelch der Schmerzen bis zur Neige ausgetrunken […] Dies Leiden trinke ich meinem Vaterland! […] Sehet, welch ein Mensch!“ Diese Vermischung von Passion und vaterländischem Kampf konnte sich nicht nur auf die Familiengeschichte, sondern auch auf die oben erwähnten religiösen Elemente im Text des Liedes selbst stützen. Sie hatte besonders für die Verehrung von Horst Wessel unter den Deutschen Christen Folgen: Das Horst-Wessel-Lied wurde nicht nur als Kampflied der SA und bei Massenveranstaltungen der NSDAP gesungen, sondern erklang zum Beispiel auch 1933 bei einer Trauerfeier für einen toten SA-Führer vom Glockenspiel der Parochialkirche in Berlin.

### Kanonisierung und Ritualisierung
Aufgrund der propagandistischen Anstrengungen von Goebbels konnte sich das Lied in nationalsozialistischen Kreisen rasch ausbreiten. Ein deutliches Indiz dafür sind die zahlreichen Textvarianten und Zusatzstrophen, die Broderick in seiner umfassenden Quellenrecherche nachweist.
Nach der Machtübernahme der Nationalsozialisten endete diese erste, „wilde“ Phase der Ausbreitung. Nun wurde das Werk sehr schnell in den offiziellen Kanon von Partei und Staat aufgenommen und seine Aufführung in hohem Maße reguliert und ritualisiert. Bereits im August 1933 erfolgte im Rahmen weiterer Anweisungen zur Durchführung des Hitlergrußes eine Anordnung, dass beim Singen des Liedes der Deutschen und des Horst-Wessel-Liedes der Hitlergruß, ohne Rücksicht darauf ob der Grüßende Mitglied der NSDAP ist oder nicht, zu erweisen sei. So verlangt auch eine Anweisung von 1934 eine Verbindung mit dem Hitlergruß: „Die 1. und 4. Strophe dieses neuen deutschen Weiheliedes werden mit erhobenem rechten Arm gesungen“. Bei allen Partei- und Staatsfeiern begleitete nun das Horst-Wessel-Lied in der geschilderten Form die erste Strophe des Deutschlandliedes. Wer sich am Absingen nicht beteiligte, nicht aufstand, den Hitlergruß nicht zeigte oder in anderer Weise gegen die Anweisungen verstieß, etwa die Melodie als Tanzmusik nutzte, war von massiven Sanktionen wie Anprangerung, Schlägen oder auch Verhaftung bedroht. Insbesondere in den Schulen musste das Lied regelmäßig gesungen werden, jeweils unmittelbar nach der ersten Strophe des Deutschlandliedes. Ein Erlass des Reichsinnenministers Wilhelm Frick von 1934 verlangte: „Zu Beginn der Schule nach allen Ferien und zum Schulabschluß vor allen Ferien hat eine Flaggenehrung vor der gesamten Schülerschaft durch Hissen bzw. Niederholen der Reichsfahnen unter dem Singen einer Strophe des Deutschland- und Horst-Wessel-Liedes stattzufinden.“ Zahlreiche Biografien von Zeitgenossen belegen die Nachwirkungen solcher Pflichtaufführungen.
Die Verwendung in Schulen betraf nicht nur das rituelle Absingen des Liedes bei Festlichkeiten. Den Schülern wurden Mythen über die Entstehungszeit und Wirkung des Werkes und über dessen Autor vermittelt. So wird in einem Geschichtsbuch aus dem Jahr 1942 die Rolle Wessels und des Liedes in der Zeit der Straßenkämpfe mit der Rotfront folgendermaßen geschildert:

„Polizei erschien. Horst Wessel mußte aufhören; aber unerschrocken schloß er noch die Kundgebung mit einem Sieg-Heil auf seinen Führer, und bei Hinausgehen brauste ein Lied durch den Saal, das allen wie Feuer in die Seele drang: – Die Fahne hoch! Die Reihen fest geschlossen! – Horst Wessel hatte es gedichtet. – In den nächsten Tagen ließen sich die Hälfte seiner Arbeitskameraden in die Nationalsozialistische Partei aufnehmen. Auch Richard war dabei. Bei den Kommunisten aber tobten die Anführer. Wieder hatten sich 15 Mitglieder von ihnen losgesagt. Die Worte Horst Wessels hatten sie bekehrt.“

### Der Konflikt um das Urheberrecht
Die Geschichte des Liedes im Nationalsozialismus verlief nicht konfliktfrei. So unternahmen die Hinterbliebenen Wessels, vor allem seine Schwester Ingeborg, erhebliche Anstrengungen, von dem Werk Wessels und seiner rasanten Karriere zu profitieren. Einen hagiografischen Bildband über Horst Wessel sowie weitere biografische Schriften konnte sie in zahlreichen Auflagen im Parteiverlag der NSDAP publizieren, aber ihr „Versuch, 1933 eine Spieldose der Marke Organino mit der Melodie des Liedes auf den Markt zu bringen, wurde von höherer Parteistelle untersagt“.
Um die Melodie entbrannte zudem ein Urheberrechtsstreit durch drei gerichtliche Instanzen zwischen zwei Verlagen. Eine „Kommandit-Gesellschaft“ hatte ein Arrangement des Werkes ohne Text, aber unter dem Titel Horst-Wessel-Lied veröffentlicht; der Sonnwend-Verlag, der eigenen Angaben nach die Verwertungsrechte von Wessels Hinterbliebenen erworben hatte, verklagte die Kommandit-Gesellschaft daraufhin wegen einer Urheberrechtsverletzung. In der Sache musste entsprechend geklärt werden, ob Horst Wessel als Urheber nicht nur des Texts, sondern auch der Melodie anzusehen sei. Die höchste Instanz, das Reichsgericht in Leipzig, entschied schließlich am 2. Dezember 1936, dass Wessel nicht Komponist des Liedes sei. Das erkenne man bereits an den Diskrepanzen zwischen Text und Melodie:

„Vor allem werde sich ein Künstler mit starkem musikalischen Gefühl bei der Vertonung den Worten weit mehr anpassen, als es der Vertoner des Liedes ‚Die Fahne hoch‘ getan habe. Schon der Anfang zeige ein auffallendes Auseinandergehen von Wort und Ton: Der Text ‚Die Fahne hoch‘ weise auf eine Bewegung nach oben hin, die Melodie jedoch bewege sich (ohne ersichtliche Notwendigkeit) gerade abwärts.“

Andererseits meinte das Gericht, bei der urheberrechtlichen Würdigung seien auch die „Wirkung auf das Volk im großen, der Widerhall, den die Tonschöpfung findet, die Stimmung, die sie erzeugt“, zu berücksichtigen. Daher müsse Wessel, wenn schon nicht der Schutz des Urhebers der Melodie, so doch der Schutz des musikalischen Bearbeiters einer Volksweise zugesprochen werden. Mit diesen Hinweisen verwies das Reichsgericht den Fall an die Vorinstanz zurück. Ernst Fraenkel hat in seinem Doppelstaat diese Gerichtsentscheidung als Beispiel dafür angeführt, dass, wo es um den Schutz des Privateigentums ging, der „Normenstaat“ im NS-Regime weiter existierte.
Die Recherchen und Veröffentlichungen im Zuge der Prozesse erschienen dem Reichspropagandaministerium störend. Goebbels entschied, weitere Querelen zu unterbinden: „Ich stoppe die Prozesse ab“ (Tagebucheintrag, 30. Juni 1937).
1940 verbot das Propagandaministerium schließlich alle Aufführungen dieses „durch Tradition und Inhalt geheiligten“ Liedes außerhalb offizieller Veranstaltungen, etwa in Gaststätten, durch Straßenmusikanten oder in „sogenannten nationalen Potpourris“, was auch für die Melodie ohne oder mit geändertem Text galt.

### Kopplung mit Formen anerkannter Kunstmusik
Die nationalsozialistische Propaganda bevorzugte in der Zeit des NS-Staates feierliche, monumentalisierende Nutzungen des Liedes, wie beispielhaft in der Eingangssequenz von Leni Riefenstahls bekanntem Propagandafilm Triumph des Willens realisiert: Die Filmmusik von Herbert Windt beginnt mit den Klängen eines Sinfonieorchesters, das zunächst ein von Windt selbst stammendes martialisches Motiv intoniert. Mit dem Erscheinen eines Flugzeugs über dem mittelalterlichen Nürnberg geht sie in Variationen eines nicht sofort erkennbaren Themas über, das sich bald als das Horst-Wessel-Lied herausstellt. Die Musik kündigt damit schon an, was im Bild erst später gezeigt wird: Es ist Hitler, der in dem Flugzeug sitzt. Eine solche sinfonische Realisierung koppelte das Lied mit den Mustern anerkannter Kunstmusik, adelte es so und entzog es dem profanen Gebrauch. Ein spätes Zeugnis solcher Versuche stellt eine viersätzige Sinfonie von Friedrich Jung nach klassisch-romantischen Mustern dar, die 1942 im Münchner Odeon uraufgeführt wurde: Sie zitiert das Horst-Wessel-Lied in einem Streichersatz.
Häufiger und leichter zu realisieren waren jedoch rein „äußerliche“ Kopplungen. So wurden Aufführungen klassischer und romantischer musikalischer Werke, die in der Kulturpolitik der Nationalsozialisten keine geringe Rolle spielten, gern durch Deutschlandlied und Horst-Wessel-Lied eingeleitet. Ein bekannt gewordenes Beispiel dafür ist eine Aufführung der Achten Sinfonie Anton Bruckners wenige Tage nach dem Einmarsch der Wehrmacht in Österreich durch Hans Knappertsbusch.
Eine ganz spezielle Form der Kopplung nutzte Goebbels für die Rundfunk-Sondermeldungen aus dem Russlandfeldzug im Rundfunk. Wie er am Tag des Überfalls auf die Sowjetunion, dem 22. Juni 1941, seinem Tagebuch anvertraute, hatte er in der Nacht Experimente mit unterschiedlichen musikalischen Motiven für die Erkennungsmelodie anstellen lassen, unter anderem auch mit solchen aus dem Horst-Wessel-Lied. Das Ergebnis war, dass man bei der Fanfare aus Franz Liszts Préludes (Russland-Fanfare) blieb, allerdings „zuzüglich eines kurzen Motivs aus dem Horst Wessel Lied“.

### Konservierung eines historischen Moments zum Staatssymbol
Einzelheiten des Textes (insbesondere die oben bereits angesprochene Zeile über „Rotfront und Reaktion“) waren nach einigen Jahren nationalsozialistischer Herrschaft für viele jüngere Deutsche nicht mehr ohne weiteres verständlich und auch nicht in allen Fällen politisch opportun. Goebbels dachte in diesem Zusammenhang 1937 über eine Neufassung nach, verzichtete aber letztlich wegen der breit etablierten Verwendung des Liedes darauf. Die auf die späten 1920er-Jahre bezogenen Textteile wirkten nun, da das Lied keine unmittelbar werbende Funktion mehr auszuüben brauchte, eher als Zeitkolorit: Das Werk beschwor mit Authentizität suggerierenden Details die Erinnerung an die Gemeinschaft der „Kampfzeit“ samt dem am Ende stehenden Sieg des Nationalsozialismus. Die beschriebene Kampfsituation ließ sich später auch auf den Krieg übertragen. Das Lied war in dieser Zeit somit für neue propagandistische Anforderungen verwendbar.
Die propagandistische Stilisierung des Horst-Wessel-Liedes zum Heiligtum lässt sich einordnen in eine Reihe anderer, ähnlich besetzter Symbole, etwa die Blutfahne, die angeblich Blutspritzer eines beim Hitlerputsch getöteten Nationalsozialisten aufwies. In all diesen Fällen wurden historische Momente des Kampfes konserviert und zu quasi-religiösen Symbolen des NS-Staates aufgewertet. Dieses Verfahren ist, unbeschadet der erheblichen inhaltlichen und formalen Unterschiede, nicht ungewöhnlich (auch die französische Marseillaise konserviert einen – freilich ganz anders gearteten – historischen Augenblick des Kampfes zum Staatssymbol). Auffällig sind aber die starken religiösen Akzente und der erhebliche Anteil der bewussten propagandistischen Inszenierung.

### Politische Verwendung außerhalb Deutschlands
Das Lied war in den 1920er- und 1930er-Jahren auch die Hymne der finnischen faschistischen Partei Isänmaallinen Kansanliike sowie der British Union of Fascists, dort unter dem Titel The Marching Song. In der Italienischen Sozialrepublik sang man auf die Melodie das Kampflied È l'ora di marciar („Es ist die Stunde des Marschierens“).

## DasHorst-Wessel-Liednach 1945
Unmittelbar nach Kriegsende wurde das Horst-Wessel-Lied auf dem gesamten Gebiet des besiegten Deutschen Reiches durch Gesetz Nr. 8 des Alliierten Kontrollrats verboten. In der amerikanischen Zone galt ein Verbot generell für das Singen oder Spielen „deutscher National- oder Nazi-Hymnen“. Erst 1949 wurden die entsprechenden Gesetze aufgehoben. Das Horst-Wessel-Lied blieb jedoch in Deutschland und Österreich verboten: in der Bundesrepublik Deutschland aufgrund der §§ 86 und 86a StGB, in der DDR aufgrund § 220 des Strafgesetzbuchs (zunächst „Staatsverleumdung“, später „Öffentliche Herabwürdigung“), in Österreich aufgrund des Verbotsgesetzes von 1947.

### Gesungen
Durch die regelmäßigen Aufführungen im nationalsozialistischen Deutschland hatte das Lied freilich tiefe Spuren im Gedächtnis hinterlassen und war keineswegs vergessen. Es gibt aber keine Statistik über Aufführungen des verbotenen Liedes nach 1945, lediglich einige Einzelfallberichte.
So berichtet der Journalist Otto Köhler, dass bei einem Traditionstreffen eines Fallschirmjägerverbandes in Würzburg 1955 nacheinander die erste Strophe des Deutschlandliedes und der Anfang des Horst-Wessel-Liedes gesungen worden seien – freilich nur die erste Zeile, dann habe die Musikkapelle zum Fallschirmjägerlied gewechselt.
1957 wurde das Horst-Wessel-Lied mehrfach von angetrunkenen Staatsanwälten, darunter dem Ersten Staatsanwalt bei der Schleswig-Holsteinischen Generalstaatsanwaltschaft Kurt Jaager, in Räumen des Oberlandesgerichts in Schleswig „gegrölt“, unter anderem auch zur Mittagszeit in der Kantine des Oberlandesgerichts. Nur der mittlerweile schon pensionierte Jaager musste Konsequenzen erdulden: Dieser habe sich „durch sein zu missbilligendes Verhalten des Anrechts begeben, auf seiner früheren Dienststelle empfangen und begrüßt zu werden“.
Bei einer Gesangsprobe 1986 in Lingen stimmten die Sänger als „Rausschmeißer“ eine Parodie des Horst-Wessel-Liedes mit unpolitischem Text an, und zwar so laut, dass eine Spaziergängerin es hörte und einen Leserbrief an die Lokalzeitung schrieb. Die folgende juristische Auseinandersetzung ging bis zum Oberlandesgericht und führte zu der heute gültigen Rechtsprechung, dass auch das Vortragen der Melodie schon für sich strafbar sei. Begründet wurde dies mit allgemeinen politischen Erwägungen, insbesondere der Notwendigkeit, ein friedliches und stabiles politisches Gleichgewicht aufrechtzuerhalten.
1988 wurde bekannt, dass im saarländischen Sankt Ingbert eine auf die Tätigkeit der Feuerwehr bezogene Parodie mit dem Titel „Die Leiter hoch, die Füße in die Sprossen“ seit Jahrzehnten als Feuerwehrlied in gelegentlichem Gebrauch war.
Im Zusammenhang mit Neonazi-Aktivitäten gab es gelegentlich Prozesse, in denen auch das Singen des Horst-Wessel-Liedes zu den Vorwürfen zählte. Dies gilt interessanterweise auch für die DDR: In den Jahren 1987–1989 gab es 11 Prozesse gegen Rostocker Jugendliche nach § 220 des DDR-Strafgesetzbuchs, u. a. mit diesem Vorwurf. Seit den 1980er Jahren wurde das Horst-Wessel-Lied auch von Rechtsrock-Bands verarbeitet, außerdem kursieren diverse Remixe im Internet.
Der spektakulärste Vorfall in diesem Zusammenhang ereignete sich 2000 in Halberstadt. Ein 60-jähriger Rentner beschwerte sich bei der Polizei, in der Wohnung über ihm werde lautstark eine Aufnahme des Horst-Wessel-Liedes abgespielt. Die Polizeibeamten verwarnten den 28-jährigen Wohnungsinhaber, allerdings nur wegen Ruhestörung. Der Rentner drohte diesem, er werde ihn anzeigen, wenn er noch einmal „Nazimusik“ höre. Später kam es zu einem Zusammentreffen der beiden im Treppenhaus, bei dem der Musikhörer den Rentner erstach. Er machte Notwehr geltend und wurde freigesprochen, da weder dieses Argument widerlegt noch das Abspielen des Liedes nachgewiesen werden könne.

### DeutschlandliedundHorst-Wessel-Lied
Viele Menschen kannten die unmittelbare Aufeinanderfolge der ersten Strophe des Deutschlandliedes und des Horst-Wessel-Liedes gut aus der Zeit des Nationalsozialismus, wo sie insbesondere in den Schulen vielfach eingeübt worden war. Die so entstandene Kopplung der beiden Lieder erwies sich bei der Diskussion um eine neue Nationalhymne in der Bundesrepublik Deutschland als problematisch. Der Bundespräsident Theodor Heuss setzte dem Wunsch Konrad Adenauers, die dritte Strophe des Deutschlandliedes zur Nationalhymne zu machen, 1952 u. a. mit folgender Begründung Widerstand entgegen:

„Sie haben recht: ich wollte vermieden wissen, daß in öffentlichen Veranstaltungen mit einem vaterländischen Akzent, gleichviel wie ihre Ausdehnung oder wie ihr Rang sei, ein Mißklang ertöne, weil sehr, sehr viele Menschen unseres Volkes Haydns große Melodie nur eben als Vorspann zu dem ‚dichterisch‘ und musikalisch minderwertigen Horst-Wessel-Lied im Gedächtnis haben, dessen banale Melodie den Marsch-Takt in ein Volksverderben abgab.“

Heuss konnte sich mit seiner Kritik allerdings nicht durchsetzen.
Für DDR-Bürger, die das Deutschlandlied lange nicht mehr als Nationalhymne erlebt hatten, konnte der gedankliche Konnex zwischen Deutschlandlied und Horst-Wessel-Lied noch wesentlich länger fortbestehen. So schrieb der Buchautor Heinz Knobloch 1993:

„So kommt es, wenn ich heute das ‚Deutschlandlied‘ höre, hören muß, immer noch, daß es bei mir, sobald der letzte Ton verklungen ist, im Kopfe nahtlos weitergeht: ‚Die Fahne hoch!‘ Ich will das nicht! Es kommt von selber. So ist das, wenn eine neue Regierung sich nicht konsequent vom Alten trennen mag.“

Aber auch dem Hamburger Schriftsteller Ralph Giordano ging es noch 1994 so:

„…weil ich, unweigerlich und immer noch, nach dem letzten Ton der Nationalhymne das sich seinerzeit unter Hitler notorisch daran anschließende Die Fahne hoch, die Reihen fest geschlossen des SA-Barden Horst Wessel fest im Ohr habe.“

### Als Chiffre, Zitat, Reminiszenz
In dem auf dem gleichnamigen Roman von Heinrich Mann basierenden deutschen Film Der Untertan aus dem Jahr 1951 wird neben der Wacht am Rhein und der Fanfare der Wochenschau im Zweiten Weltkrieg auch das Horst-Wessel-Lied zitiert. Da das Lied zum „musikalischen Inventar“ der NS-Zeit gehörte, entwickelte sich in der Nachkriegszeit die Praxis, es als akustische Kulisse in Filmen, Filmszenen und Hörspielen einzusetzen, die das Alltagsleben in Deutschland und Österreich zwischen 1933/1938 und 1945 darstellen. Überhaupt nur noch als musikalische Chiffre für den (Neo-)Nazismus funktioniert das Horst-Wessel-Lied in entsprechenden Szenen aus Filmen wie Ralph Bakshis Die Welt in 10 Millionen Jahren (1977) oder John Landis’ Blues Brothers.
Nicht nur als musikalische Chiffre, sondern auch als textliches Versatzstück wird das Horst-Wessel-Lied immer wieder zur Kennzeichnung rechtsextremer Bestrebungen verwendet. Die bekannteste Realisierung findet sich 1977 in Konstantin Weckers sehr erfolgreicher und populärer Ballade Willy. Der gesungene Refrain „Gestern hams den Willy derschlong“ weist keinerlei musikalische Referenzen zum Horst-Wessel-Lied auf. Der gesprochene Text erzählt, wie „der Willy“ in einem Wirtshaus einen Gast ein Lied singen hört, „so was vom Horst Wessel“. Seine Reaktion „Halts Mei, Faschist!“ führt zum traurigen Ende: Er wird von dem Rechtsradikalen getötet. Vor allem das politisch-moralische Pathos des Vortrags und der Hauptfigur hat die Wirkung des Stücks begründet.
Neuere Verwendungen des Liedes sind meist durch den Werbe- und Provokationseffekt des Verbotenen motiviert. So ertönt auf dem 1987 erschienenen Album Brown Book der Gruppe Death in June als Titelstück eine Klangcollage, die das (vermutlich von Ian Read) a cappella gesungene Horst-Wessel-Lied enthält. Und auch Computerspiele wie Wolfenstein 3D und Return to Castle Wolfenstein verwenden die Melodie.
Eine ganz andere Rolle spielt das Lied in dem 1980 erschienenen Roman War and Remembrance des Amerikaners Herman Wouk. Dort denkt der Protagonist Aaron Jastrow während des Transports in das KZ an das Lied: “Those early feelings flood over him. Ridiculous though he thought the Nazis were [in the mid-thirties], their song did embody a certain German wistfulness …” (Rohübersetzung: ‚Diese frühen Empfindungen überfluten ihn. So lächerlich er die Nazis [Mitte der 1930er Jahre] auch fand, ihr Lied verkörperte doch eine gewisse deutsche Wehmut …‘)

## Parodien

### Vor 1933
Zu Beginn der 1930er-Jahre wurden Melodie und Textausschnitte des Wessel-Liedes so oft von kommunistischen und sozialdemokratischen Gruppierungen übernommen und in deren Sinne umgedichtet, dass dies zu der Vermutung geführt hat, die eine oder andere dieser Versionen sei das eigentliche Original. Broderick weist jedoch in seiner Untersuchung nach, dass bis jetzt keine dieser Thesen überzeugend belegt werden konnte. Meist handelt es sich um einzelne Wörter oder Teilsätze, die im jeweils gewünschten Sinne ausgetauscht oder umformuliert wurden, so beispielsweise, wenn aus „braunen“ die entsprechenden „roten Bataillone“ werden. Über diese politische „Umfärbungen“ hinaus scheint keine der überlieferten Neutextierungen einen explizit künstlerischen Anspruch verfolgt zu haben.

### Während der Zeit des Nationalsozialismus
In ähnlicher Weise umgearbeitete Texte kursierten auch nach der Machtergreifung im Untergrund. Neu ist an dieser Art von Parodien, dass sie die von der nationalsozialistischen Herrschaft hervorgerufenen (oder zumindest nicht beseitigten) sozialen Missstände anprangern und in vielen Fällen die ungeliebten „Bonzen“ namentlich verspotten. Ein typisches Beispiel lautet etwa:
Die Preise hoch, die Läden dicht geschlossen

Die Not marschiert und wir marschieren mit

Frick, Joseph Goebbels, Schirach, Himmler und Genossen

Die hungern auch – doch nur im Geiste – mit
Ein anderes Beispiel ist von der Ermordung der SA-Führung inspiriert:
Kam’raden, die der Führer selbst erschossen,

Marschier’n im Geist

In unser’n Reihen mit
Eine weitere Parodie kursierte in Südtirol während der Option Ende der 1930er Jahre. In Bozen entstand eine Version, inspiriert durch das Verhalten Adolf Hitlers bei seiner Fahrt nach Rom. Sein Zug fuhr mit verhängten Fenstern an den in den Bahnhöfen wartenden Südtirolern vorbei. Hitler würdigte die Südtiroler keines Blickes:
Die Fahne hoch, die Fenster fest verschlossen,

so fährst Du durch das deutsche Südtirol.

Du große Hoffnung aller deutschen Volksgenossen,

Du, Adolf Hitler, fahre, fahre wohl!
Mit der Entfesselung des Zweiten Weltkriegs durch das nationalsozialistische Deutschland änderte sich der Tenor solcher Parodien erneut. Ab 1939 und vor allem nach dem Beginn des Russlandfeldzuges Mitte 1941 wandten sich die parodistischen Texte (wie zum Beispiel ein von Erich Weinert verfasster) hauptsächlich gegen den „faschistischen Krieg“.
Eine sehr frühe Rezeption des Horst-Wessel-Liedes in der Literatur außerhalb des deutschen Sprachraumes bot der 1934 erschienene dystopische Roman A Cool Million des US-amerikanischen Autors Nathanael West: Hier geht es um einen gewissen Lemuel Pitkin, einen „All-American Boy“, der unter seltsamen Umständen erschossen wird. Danach wird er zur Symbolfigur der faschistischen Bewegung des Präsidenten Shagpoke Whipple, die schließlich die Macht in den USA übernimmt. Am Ende des Romans singt eine nach Hunderttausenden zählende Parade amerikanischer Jugendlicher auf der Fifth Avenue den Lemuel Pitkin Song.

#### DerKälbermarsch
Eine der bekanntesten Parodien des Horst-Wessel-Liedes ist der Kälbermarsch, ein Stück aus Bertolt Brechts Schweyk im Zweiten Weltkrieg (1943). Ursprünglich sollte dieses Drama mit Musik von Kurt Weill am Broadway aufgeführt werden. Weill hielt das jedoch nicht für aussichtsreich, daher arbeitete Brecht mit dem Komponisten Hanns Eisler zusammen, der alle Songs vertonte. Die Uraufführung fand erst 1957 im Theater der polnischen Armee in Warschau statt.
Das Lied wird in folgender Situation eingeführt: Im Militärgefängnis in Prag befinden sich tschechische Häftlinge, die von den Deutschen zum Militär eingezogen werden sollen. Nun wird das Horst-Wessel-Lied zweimal zitiert: zunächst als Marsch „von außen“, über den sich die Häftlinge unterhalten („Das is eine gräßliche Musik.“ – „Ich find sie hibsch, weil sie traurig is und mit Schmiß“), dann der leicht veränderte Refrain ohne Musik als „Übersetzung“. Schließlich trägt Schweyk den Kälbermarsch vor, der immer im Wirtshaus Zum Kelch gesungen worden sei:
Hinter der Trommel her

Trotten die Kälber

Das Fell für die Trommel

Liefern sie selber.

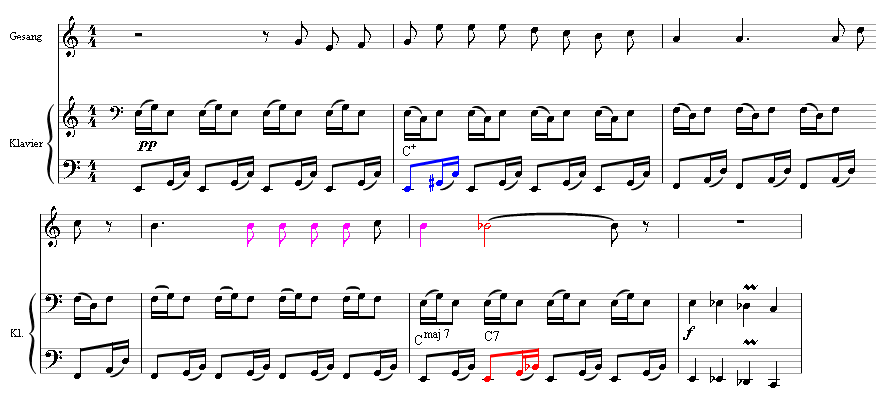
Ausschnitt aus dem Refrain (Takte 12–17) des Kälbermarsches

Der Metzger ruft. Die Augen fest geschlossen

Das Kalb marschiert mit ruhig festem Tritt.

Die Kälber, deren Blut im Schlachthof schon geflossen

Sie ziehn im Geist in seinen Reihen mit.

Sie heben die Hände hoch,

Sie zeigen sie her

Sie sind schon blutbefleckt

Und sind noch leer.

(Refrain)

Sie tragen ein Kreuz voran

Auf blutroten Flaggen

Das hat für den armen Mann

Einen großen Haken.

(Refrain)
Die Strophen erhalten neuen Text und Melodie, während sich der Refrain textlich und musikalisch auf das Horst-Wessel-Lied bezieht. Mittels Instrumentierung und Setzweise sowie einer gegenüber dem Original veränderten Rhythmik, Melodik und Harmonik wird hier ein brechtscher Verfremdungseffekt erreicht.
Die Begleitung durch zwei Klaviere, die durch speziell dafür präparierte Instrumente ausgeführt wird, soll an ein altes mechanisches Klavier im Wirtshaus erinnern (siehe oben). Sie ist ungewöhnlich weit in den Bass gelegt, was dem Klangbild eine zusätzliche eigentümliche Wirkung verleiht. Die Begleitung ist bewusst noch monotoner als im Original gehalten. Die rhythmische Gleichförmigkeit wird verstärkt, indem die ursprünglich Schwung verleihende Punktierung beim Aufwärtssprung des G zum E (Takt 2 im Notenbeispiel) weggelassen wird. Die gewohnte Harmonisierung in reinen Dreiklängen wird zum ersten Mal in Takt zwei durch den im Allgemeinen als relativ dissonant empfundenen übermäßigen Dreiklang (C+) durchbrochen. Besonders auffallend ist das „hartnäckige“ Festhalten am Leitton H in Takt fünf. Im Gegensatz zum Horst-Wessel-Lied, bei dem er dreimal erscheint, taucht er hier, fast penetrant, sechs Mal auf. Er löst sich auch nicht, wie zu erwarten wäre, in ein C in Takt sechs auf, sondern bildet im ersten Viertel von Takt sechs einen erweiterten großen Septakkord. Hierbei ist es aufschlussreich, sich zu vergegenwärtigen, dass die mögliche Verwendung von übermäßigen Akkorden oder großen Septakkorden im Kontext der im Dritten Reich vorherrschenden anachronistischen Kunstideologie schwer vorstellbar erscheint (siehe hierzu den Abschnitt Musikästhetische Probleme). Das Stück endet auf dem Dominantseptakkord C7, der nach „herkömmlichem“ Musikverständnis eigentlich nach einer Auflösung in die Tonika (hier F-Dur) verlangt. Die chromatische Abwärtsfigur des letzten Taktes löst dann nur noch zusätzliches Befremden und offene Fragen aus. Fast scheint es, als möchte die Musik dem Hörer mit den ihr eigenen, bescheidenen Mitteln sagen: „Dein geliebtes sinnliches Klangbild, den treibenden Rhythmus, den gewohnten Abschlusstriumph in reinem C-Dur, und ungetrübte reine Akkorde gönne ich dir nicht. Die wirklichen Folgen dieses Liedes in der Realität sind nämlich ganz und gar nicht harmonisch.“
Brechts Text greift die militärischen Bilder des Horst-Wessel-Liedes auf, wendet aber ihr Pathos mit dem Bild des Schlachthofs ins Groteske. Dieser Eindruck wird durch das Springen zwischen Metapher und nicht-bildlicher Sprechweise noch verstärkt: Die Kälber „heben die Hände hoch“ (eine Anspielung auf den Hitlergruß) und „tragen ein Kreuz voran“. Dem entspricht das Springen zwischen den Kälbern als willigen Opfern des Metzgers und den Tätern im Schlachthof („blutbefleckte Hände“), die beide ununterscheidbar mit dem Pronomen „sie“ angesprochen werden. Zwei weitere Bildebenen werden ebenfalls mit Bezug auf das Horst-Wessel-Lied eingeführt: Das Essen spielt, wie im gesamten Drama, eine entscheidende Rolle (Fleisch statt des pathetisch aufgeladenen Brotes wie bei Wessel). Das Versprechen auf Fleisch wird aber nicht eingelöst (die Hände „sind noch leer“). Der religiöse Aspekt, der bereits mit Fleisch und Kelch angedeutet war und im Drama immer wieder erscheint, wird mit dem vorangetragenen „Kreuz“ angesprochen und prompt wieder mit einem umgangssprachlichen Bild zerstört („hat […] einen großen Haken“).
Dem heroisierenden Gestus des Horst-Wessel-Liedes steht im Sänger des Kälbermarsches nicht ein Heroismus des Widerstands gegenüber, sondern der kalkulierende Materialismus des „kleinen Mannes“, durch den die großen Worte ins Absurde gezogen werden. Dies korrespondiert mit der musikalischen Realisierung Eislers, welche sich ebenfalls einer heroischen Auflösung nach der „anderen Seite“ verweigert.
Es gibt eine weitere Vertonung des Kälbermarschs durch Paul Dessau 1943, die unter dem Titel Horst-Dussel-Lied bekannt ist. Auch Dessau nutzte die Melodie des Horst-Wessel-Liedes für den Refrain, unterlegte aber das C-Dur der Melodie mit einem Bass im harmonisch weitestmöglich entfernten, im Tritonus-Abstand stehenden Ges-Dur. Durch die auf diese Weise entstehenden fortgesetzten Dissonanzen denunzierte Dessau Albrecht Dümling zufolge das Lied als „falsch“.
Die Post-Punk- und Gothic-Rock-Band Xmal Deutschland veröffentlichte 1981 eine Version des Kälbermarschs auf der Kompilation Lieber Zuviel Als Zuwenig (ZickZack Sommerhits 81) des Hamburger Labels Zickzack Records.

#### Im politischen Witz
Zitate aus dem in der Zeit des Nationalsozialismus allgegenwärtigen Horst-Wessel-Lied oder zumindest Anspielungen darauf spielten auch eine bedeutende Rolle im damaligen Kabarett (Weiß Ferdl, Werner Finck) sowie im politischen Witz. So wurde zum Beispiel, als Goebbels im Zusammenhang mit der Aufrüstung des Dritten Reiches 1935 die Parole Kanonen statt Butter ausgab (womit gesagt werden sollte, dass die Produktion von Konsumgütern hinter den Interessen der Rüstungsindustrie zurückzustehen habe), von Witzerzählern umgehend die „Horst-Wessel-Butter“ erfunden („marschiert im Geist auf unseren Broten mit“, in Anspielung auf die letzte Zeile der ersten Strophe).
Ebenfalls in Anspielung auf diese Zeile sprachen die Soldaten der Wehrmacht in ihrer deftigen Soldatensprache von „Horst-Wessel-Suppe“, wenn diese als Bestandteil der Feldverpflegung wieder mal sehr dünn ausgefallen war.

#### CasablancaundDer Fuehrer’s Face
In der berühmten Gesangskrieg-Szene des 1942 entstandenen Films Casablanca werden die singenden deutschen Offiziere von den Gästen in Rick’s Café Américain übertönt, als letztere die Marseillaise anstimmen. Ursprünglich war geplant, die Deutschen das Horst-Wessel-Lied singen zu lassen, was im Kontext wohl eine angemessene Wahl gewesen wäre. Die Produzenten nahmen von dieser Idee aber aufgrund urheberrechtlicher Bedenken Abstand. Im Film singen die Offiziere daher Die Wacht am Rhein, ein patriotisches Lied aus der Kaiserzeit, das hier als Symbol der Gewalt und Unterdrückung fungiert.
Ähnliche urheberrechtliche Erwägungen standen im Raum, als die Walt Disney Studios 1942, nach dem Eintritt der USA in den Zweiten Weltkrieg, den Propaganda-Zeichentrickfilm Der Fuehrer’s Face produzierten. Der Film stellt das armselige Leben von Donald Duck in Nutzi Land dar. Eine offensichtlich die SA persiflierende Blaskapelle intoniert das titelgebende Lied, das von dem seinerzeit sehr beliebten Parodisten und Bandleader Spike Jones und seinen City Slickers eingespielt worden war. Obwohl Der Fuehrer’s Face weder auf den Text noch die Melodie des Wessel-Liedes direkten Bezug nimmt, wurde das Lied unmittelbar als Parodie aufgefasst, deren Machart umso blasphemischer war, als sie die „Entweihung“ nationalsozialistischer Ikonen mit geradezu kindlich-leichtfertigem Fäkalhumor betrieb.

### Nach 1945
In der unmittelbaren Nachkriegszeit, als das Horst-Wessel-Lied im Bewusstsein der Zeitgenossen noch lebendig war, wurden weitere Parodien erdacht. Sie formulierten, ähnlich wie in den vorhergegangenen Jahren, unter Verwendung von Melodie, Versmaß und Textfragmenten des einstigen „nationalen Heiligtums“ Kommentare zu tagesaktuellen Problemen. Ein Beispiel ist die zu Silvester 1946 in den Lübecker Nachrichten erschienene Variante, welche die Nöte der Lebensmittelrationierung thematisiert:
Die Preise hoch, die Zonen fest geschlossen

Die Kalorien sinken Schritt für Schritt.

Es hungern noch diesselben Volksgenossen

Die andern hungern nur im Geiste mit.
Das seitens des Alliierten Kontrollrats bereits ergangene Verbot des Liedes und die zunehmende Tabuisierung aller mit der Nazizeit verbundenen individuellen Erinnerungen verhinderten eine künstlerische Reflexion über das noch vor kurzer Zeit weit verbreitete Lied.
Nur selten riskieren Künstler, denen in ihrem jeweiligen Umfeld ein gewisser Enfant-terrible-Status zugestanden wird, ein Zitat aus Text oder Melodie des Liedes. So verarbeitete der Komponist Karlheinz Stockhausen in seinem 1967 entstandenen Werk Hymnen Aufnahmen von Nationalhymnen verschiedener Länder, darunter des Horst-Wessel-Liedes, als konkrete Klänge zusammen mit elektronischen Klängen.
Robert Gernhardt kritisierte in seinem 2003 verfassten Sonett von dem jungen Amerika und den alten Europäern die Außenpolitik der damaligen US-Regierung heftig. Im ersten Terzett bezieht der Dichter sich unmittelbar auf das Horst-Wessel-Lied: „Sternbanner hoch! Kampfhelme gut verschlossen! USA marschiern mit heißem Jünglingstritt“.

## Vergleichbare Hymnen
- Cara al Sol – die Hymne der spanischen, faschistischen Falange-Bewegung
- Lied der Jugend (Dollfuß-Lied) – die Hymne des österreichischen Ständestaates
- Maréchal, nous voilà – die inoffizielle Hymne des unbesetzten Frankreichs während des Vichy-Regimes
- Sturmlied (Propaganda-Lied der SA)

## Filme
- Ernst-Michael Brandt: „Verklärt, verhaßt, vergessen“ – Horst Wessel – Demontage eines Mythos. MDR 1997.

## CD
- Hymnen der Deutschen (CD-Reihe Stimmen des 20. Jahrhunderts). Deutsches Historisches Museum, Deutsches Rundfunkarchiv 1998 dra.de.